# Hell Night
Hell Night is een slasher-film uit 1981 geregisseerd door Tom DeSimone, geschreven door Randy Feldman en gedistribueerd door Compass International Pictures.

## Verhaal
Om toegelaten te worden tot de studentenvereniging Alpha Sigma Rho moeten vier studenten (Jeff, Marti, Denise en Seth) overnachten in een verlaten herenhuis waar de laatste eigenaar Raymand Garth zelfmoord pleegde nadat hij zijn vrouw Lillian en zijn drie misvormde kinderen vermoordde. Enkele leden van de betreffende vereniging - waaronder Peter, Scott en May - houden zich op in het huis om de vier de stuipen op het lijf te jagen.
In realiteit blijkt het er effectief te spoken en al snel worden er enkele moorden gepleegd door de familie Garth. Seth snelt naar een politiekantoor, maar wordt er niet serieus genomen daar hij niet veel eerder methaqualon innam en dus duidelijk onder invloed is van verdovende middelen. Hij wordt door de politie vastgehouden, maar kan ontsnappen en keert terug naar het herenhuis om de anderen te redden en om de familie Garth te vermoorden met een revolver die hij in het politiekantoor stal.
Uiteindelijk wordt iedereen behalve Marti vermoord. Zij kan ontsnappen en loopt in shocktoestand weg.

## Rolverdeling
| Acteur             | Personage       |
| ------------------ | --------------- |
| Linda Blair        | Marti Gaines    |
| Peter Barton       | Jeff Reed       |
| Vincent Van Patten | Seth            |
| Suki Goodwin       | Denise Dunsmore |
| Kevin Brophy       | Peter Bennett   |
| Jimmy Sturtevant   | Scott           |
| Jenny Neumann      | May West        |
| Gloria Heilman     |                 |
| Hal Ralston        | politieman      |
| Carey Fox          | politieman      |
| Ron Gans           |                 |
| Jean Hasselhoff    |                 |
| Nathan L. Truman   |                 |

## Prijzen en nominaties
| Prijs                        | Categorie            | Ontvanger(s) | Resultaat   |
| ---------------------------- | -------------------- | ------------ | ----------- |
| Golden Raspberry Awards 1981 | Slechtste actrice    | Linda Blair  | Genomineerd |
| Filmfestival van Sitges      | Best Special Effects |              | Gewonnen    |